# كريستوفر إف. نورتن
كريستوفر إف. نورتن هو سياسي أمريكي، ولد في 21 يوليو 1821، وتوفي في 6 مايو 1880. نشط حزبياً في الحزب الديمقراطي. وقد انتخب عضو مجلس ولاية نيويورك ‏.